# Besouro-ambrosia
Besouros-ambrosia, conhecidos nos países anglófonos como ambrosia beetles, são besouros das subfamílias de gorgulhos Scolytinae e Platypodinae (Coleoptera, Curculionidae), que vivem em simbiose nutricional com fungos-ambrosia. Os besouros escavam túneis em árvores mortas ou estressadas, nos quais introduzem colônias de fungos, sua única fonte de nutrição. Após pousar em uma árvore adequada, um besouro-ambrosia escava um túnel no qual libera seu simbionte fúngico. O fungo penetra no tecido do xilema da planta, extrai nutrientes dele e concentra os nutrientes na superfície da galeria do besouro e perto dela. Os fungos-ambrosia são normalmente maus degradadores de madeira e, em vez disso, utilizam nutrientes menos exigentes. Os fungos simbióticos produzem e desintoxicam o etanol, que é um atrativo para os besouros-ambrosia e provavelmente previne o crescimento de patógenos antagônicos e seleciona outros simbiontes benéficos. A maioria dos besouros-ambrosia coloniza o xilema (alburno e/ou cerne) de árvores recentemente mortas, mas alguns colonizam árvores estressadas que ainda estão vivas, e algumas espécies atacam árvores saudáveis. As espécies diferem em sua preferência por diferentes partes das árvores, diferentes estágios de deterioração e no formato de seus túneis ("galerias"). Entretanto, a maioria dos besouros-ambrosia não é especializada em nenhum grupo taxonômico de hospedeiros, diferentemente da maioria dos organismos fitófagos, incluindo os besouros da casca, intimamente relacionados. Uma espécie de besouro-ambrosia, Austroplatypus incompertus, exibe eussocialidade, sendo um dos poucos organismos fora de Hymenoptera e Isoptera a fazê-lo.

## Classificação e diversidade

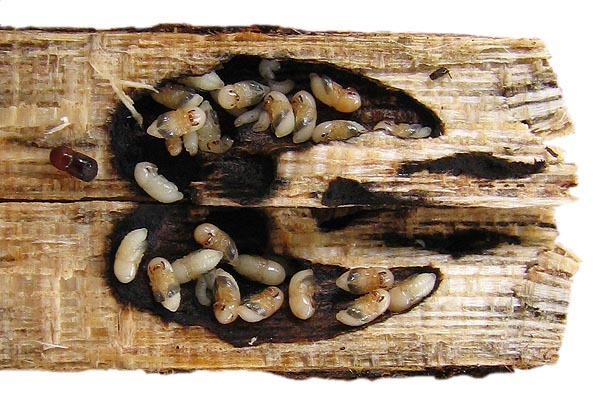
Galeria de Xylosandrus crassiusculus aberto, com pupas e fungo preto

Até recentemente, os besouros-ambrosia eram colocados em famílias independentes Scolytidae e Platypodidae, no entanto, eles são de fato alguns dos gorgulhos mais altamente derivados e agora são colocados nas subfamílias Scolytinae e Platypodinae da família Curculionidae Existem cerca de 3.000 espécies de besouros conhecidas que empregam a estratégia da ambrosia.
Os besouros-ambrosia são uma guilda ecológica, mas não um clado filogenético. O hábito da ambrosia é um exemplo de evolução convergente, já que vários grupos desenvolveram a mesma relação simbiótica de forma independente. A maior diversidade de besouros-ambrosia ocorre nos trópicos. Na região Paleotropical, centenas de espécies de Xyleborini e Platypodinae são os principais agentes iniciadores da decomposição da madeira morta. Nos Neotrópicos, Platypodinae e Xyleborini são unidos pela tribo escolitínea Cortylini. Comparada à diversidade dos trópicos, a fauna de besouros-ambrosia na zona temperada é bastante limitada. Na região Neártica, é dominada por algumas espécies de Cortylini, Xyleborini e Xyloterini. No reino Paleártico, grupos significativos são Xyloterini e Xyleborini, unidos por Scolytoplatypodini no Extremo Oriente.

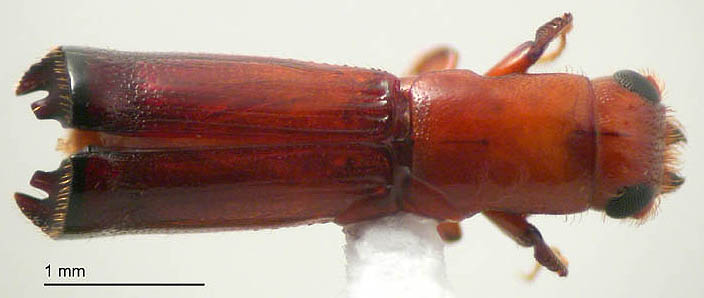
Dinoplatypus chevrolati da Papua Nova Guiné, um exemplo de Platypodinae, outro grupo rico em espécies de besouros-ambrosia

## A relação simbiótica
Besouros e suas larvas pastam no micélio exposto nas paredes da galeria e em corpos chamados esporodoquias, aglomerados de esporos do fungo. A maioria das espécies de besouros-ambrosia não ingere o tecido da madeira; em vez disso, a serragem resultante da escavação é empurrada para fora da galeria. Após os estágios larval e pupal, os besouros-ambrosia adultos coletam massas de esporos de fungos em seus micângios e saem da galeria para encontrar sua própria árvore.
Algumas dezenas de espécies de fungos-ambrosia foram descritas, atualmente nos gêneros Ambrosiella, Meredithiella e Phialophoropsis (de Microascales ), Afroraffaelea e Raffaelea (de Ophiostomatales), Ambrosiozyma (Saccharomycetales), Fusarium e Geosmithia (de Hypocreales) e Flavodon (de Basidiomycota). Muitas outras espécies poderão ainda ser descobertas. Pouco se sabe sobre a bionomia ou especificidade dos fungos-ambrosia. Acredita-se que os fungos Ambrosia sejam dependentes do transporte e da inoculação fornecidos por seus besouros simbiontes, pois não foram encontrados em nenhum outro habitat. Todos os fungos-ambrosia são provavelmente assexuados e clonais. Sabe-se que alguns besouros adquirem (“roubam”) inóculo fúngico de jardins fúngicos de outras espécies de besouros-ambrosia.

## Origem evolutiva
Durante sua evolução, a maioria dos gorgulhos escolitídeos e platipodídeos tornaram-se progressivamente mais ou menos dependentes de fungos que coabitam regularmente com árvores mortas. Essa evolução teve vários resultados em diferentes grupos:
- Alguns besouros da casca que comem o floema (floéfagos) são vetores de fungos fitopatogênicos, que em alguns casos contribuem para a morte das árvores.[11] A extensão em que a patogenicidade dos fungos beneficia os próprios besouros não é de todo trivial e continua a ser controversa.[12]
- Muitos besouros da casca que se alimentam do floema usam fungos que infestam o floema como um complemento à sua dieta. Alguns floéfagos tornaram-se dependentes de uma dieta mista e desenvolveram micangios para transportar os seus simbiontes das árvores maternas para as árvores recentemente infestadas.[13] Esses besouros são chamados de micofloéfagos.
- Os besouros-ambrosia e os fungos-ambrosia são, portanto, apenas uma extremidade do espectro da associação gorgulho-fungo, onde tanto o besouro como o fungo se tornaram completamente dependentes um do outro.[14]

## Impacto nas florestas
A grande maioria dos besouros-ambrosia coloniza árvores mortas e tem pouco ou nenhum efeito econômico. Algumas espécies são capazes de colonizar árvores vivas e estressadas (Xylosandrus). Algumas espécies são capazes de atacar árvores vivas e saudáveis, podendo atingir proporções epidêmicas em regiões não nativas e invadidas (Xyleborus glabratus, Euwallacea fornicatus).
Espécies de besouros que colonizam madeira serrada facilmente, como toras de madeira serrada, madeira verde e parafusos de aduela, muitas vezes causam perdas econômicas específicas da região devido a defeitos de furos e manchas na madeira causados por suas galerias. No norte dos EUA e no Canadá, os troncos de coníferas são atraentes para Trypodendron lineatum (Oliv.) durante o voo de enxameação da primavera (Dyer 1967). Estudos anteriores mostraram que seções curtas de troncos se tornam atraentes mais rapidamente do que troncos longos correspondentes.

## Links externos
- Imagens e informações sobre a Ambrosia Symbiosis na Universidade da Flórida.
- O banco de dados MSU HISL contém uma lista mundial de espécies de Xyleborini, um grande grupo de besouros-ambrosia, do Catálogo de Scolytidae e Platypodidae de SL Wood e DE Bright (1992)
- Um recurso de informação patrocinado pelo USDA e Arquivado em 2018-12-08 no Wayback Machine   para os gêneros mundiais de Xyleborini
- Besouros da casca americana e besouros-ambrosia
- Mais informações sobre o comportamento social do besouro-ambrosia e a fungicultura em
- Adeus à cobertura de taco? Os efeitos do besouro-ambrosia Redbay e da doença da murcha do louro
- Besouros-ambrosia no site UF / IFAS Featured Creatures
  - Ornitorrinco spp. , besouros-ambrosia
  - Xylosandrus crassiusculus, besouro asiático (ou granulado)-ambrosia
  - Xylosandrus compactus, broca preta dos galhos